# Reric

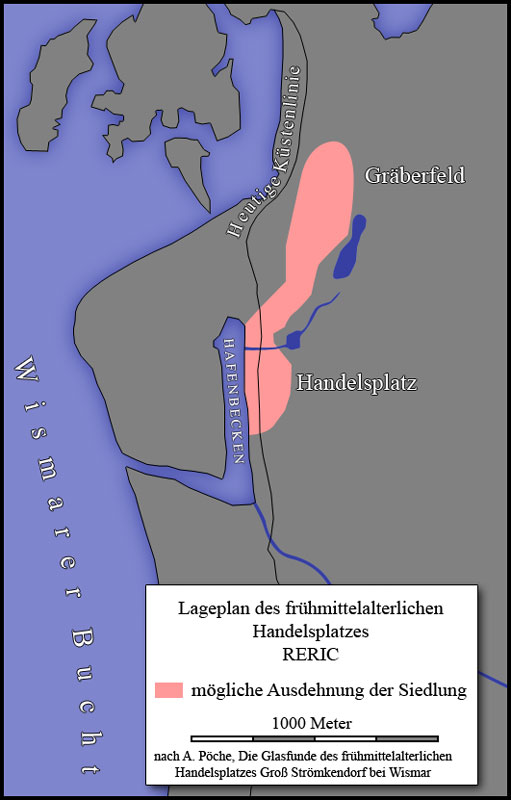
Mapa de Reric, localizada próximo a Strömkendorf.

Reric ou Rerik foi uma cidade comercial multiétnica eslavo-escandinava da Era Viking situada na costa meridional do mar Báltico, próximo à atual Wismar, no estado alemão de Meclemburgo-Pomerânia Ocidental Foi fundada por volta do ano 700, quando eslavos da tribo obodrita povoaram a região. Na virada do século IX seus cidadãos se aliaram a Carlos Magno, que passou a usar o porto local como parte de uma rota comercial estratégica que evitava as áreas sob controle saxão e dano. Foi destruída em 808 pelo rei viking Gudfred, quando seus comerciantes teriam sido deportados pelo rei para a cidade comercial viking de Hedeby (Haithabu), próximo ao atual Eslésvico.